# Mesostemma alexeenkoana
Mesostemma alexeenkoana là loài thực vật có hoa thuộc họ Cẩm chướng. Loài này được Ikonn. mô tả khoa học đầu tiên.